# Star Wars: Sombras del Imperio
Star Wars: Shadows of the Empire (conocido en español como Star Wars: Sombras del Imperio) es un proyecto multimedia creado por Lucasfilm Ltd., en 1996. La idea original fue crear una historia entre El Imperio contraataca y El Regreso del Jedi (tiempo que no había sido tomado en cuenta en la saga Star Wars), y explorar todas las posibilidades comerciales del lanzamiento de una película entera, sin llegar realmente a hacer el filme. Esta aventura preparó el camino para el lanzamiento en salas cinematográficas de la edición especial de la trilogía de Star Wars el año siguiente, y los lanzamientos posteriores de la trilogía de las precuelas de Star Wars.

## Antecedente
En 1994, Lucy Autrey Wilson, directora de publicaciones de Lucasfilm, se reunió con Lou Aronica, editor de Bantam, para discutir las publicaciones futuras; Aronica sugirió un evento multimedia crossover de Star Wars. Más tarde ese mismo año, Lucasfilm se reunió con los licenciatarios de la franquicia, incluidos los representantes de LucasArts, y el autor Steve Perry para discutir el proyecto multimedia; reunión destinada para presentar los elementos de marketing de estreno de un filme, sin llegar a producir realmente una película. Con esto pretendían en gran medida, revitalizar la franquicia antes de la trilogía de precuelas, junto con las ediciones especiales de 1997 de la trilogía original. Los productores de LucasFilm querían originalmente que el proyecto se enfocara en los personajes principales entre la película original de Star Wars, y el Imperio Contraataca, pero el diseñador de juegos de Dark Forces, Jon Knoles sugirió que la historia se desarrollara entre el Imperio Contraataca y El Regreso del Jedi (una época no explorada hasta ese entonces por novela alguna de Star Wars).

## Descripción del proyecto
Varios artículos fueron lanzados, incluyendo una novela, una novelización júnior, una serie de cómics, videojuegos, tarjetas coleccionables, una banda sonora, juegos de rol, figuras de vinil, juguetes de Micro Machines, estatuillas, modelos para armar, figuras de acción y vehículos, etcétera.
El proyecto entero de Shadows of the Empire, al igual que The Force Unleashed, aunque técnicamente no fue un filme, puede ser considerado colectivamente como el proyecto más cercano a una película en la continuidad oficial de Star Wars, sin ser un filme en realidad. Esta historia es significativa por el hecho de que se reportó que George Lucas comentó que él mismo habría realizado una historia como ésta en filme de haber tenido el tiempo y la fuerza para llevarla a cabo a principios de los ochenta.
Steve Perry escribió la novela, la editorial Dark Horse publicó una serie de cómics y LucasArts desarrolló el videojuego para Nintendo 64 y PC. Cada producto fue diseñado para contar una parte de la historia, así, la novela se centró en los personajes de Luke Skywalker, Leia Organa, Chewbacca, Lando Calrissian, Darth Vader, Xizor y los droides C-3PO y R2-D2; los cómics en Boba Fett y el videojuego en Dash Rendar.

## Novela
La trama principal es contada en la novela de Steve Perry, Shadows of the Empire, publicada por Bantam Books. Presenta al Príncipe Xizor, un capo alienígena líder de Black Sun, la más extensa organización criminal en la galaxia. Su objetivo es tomar el lugar de Darth Vader al lado del emperador Palpatine. La novela también retoma las tramas de los personajes usuales. Han Solo continúa congelado en carbonita, siendo llevado al vil gánster Jabba el Hutt, por el cazarrecompensas Boba Fett. Muestra la búsqueda secreta de Boba Fett, por la Princesa Leia, la construcción del nuevo sable de luz de Luke Skywalker y la búsqueda de Darth Vader de su hijo. Presenta a un nuevo personaje de la saga, Dash Rendar, un contrabandista corelliano, quien actúa en principio como un reemplazo de Han Solo, y como parte de las secuencias de acción.
Si solamente se lee la novela, por momentos el lector tendrá la sensación de que falta algo y, para comprender todo, necesitará tener los tres productos. También se publicó una banda sonora como parte del proyecto.

## Cómic
El cómic enfatiza el destino de Boba Fett y el de sus colegas cazarrecompensas, quienes aparecieron por primera vez en una breve escena en El Imperio contraataca. También cuenta la historia de Wrenga Jixton (alias Jix), asistente de Darth Vader, que se infiltró en la pandilla de swoops de Jabba el Hutt para prevenir el asesinato de Luke Skywalker. La serie fue escrita por John Wagner, e ilustrada por Kilian Plunkett.
El cómic fue escrito e ilustrado al mismo tiempo que la novela, esto con el fin de que el primer tomo fuera lanzado inmediatamente después que el libro. Sin embargo, la historia contada en los cómics tiene varias diferencias. La primera, y la más importante, es que el cómic cuenta lo que le sucedió a Boba Fett y a sus «colegas», los cazarrecompensas contratados por Darth Vader para encontrar al Halcón Milenario en El Imperio contraataca. Steve Perry, autor de la novela, fue consultor de los cómics. Mientras que las historias en la novela y los cómics rara vez se cruzan, era necesario que los personajes, escenarios, y diálogos se emparejaran cuando las historias se cruzaran.
Hubo otro mini cómic publicado en la revista Nintendo Power Magazine.

## Videojuego
Sombras del Imperio, de LucasArts, fue uno de los primeros juegos disponibles para la Nintendo 64, y después para Windows. Siendo el producto más comercial dentro de la línea de Shadows of the Empire, el juego fue lanzado inicialmente como un título exclusivo para la N64, 4 meses después del lanzamiento de la consola, en diciembre de 1996. La versión para PC aparecería un año más tarde, en septiembre de 1997.
En el juego, los jugadores controlan al mercenario Dash Rendar en sus esfuerzos para ayudar a Luke Skywalker y rescatar a la princesa Leia de las garras del príncipe Xizor. Está dividido en cuatro partes (o capítulos):
- Capítulo 1: Dash es arrastrado a luchar en la Batalla de Hoth.
- Capítulo 2: Dash Rendar confronta a los cazarrecompensas de los filmes originales — IG-88 y Boba Fett — en un intento de rescatar a Han Solo en localizaciones como Ord Mantell y el puerto espacial de Gall.
- Capítulo 3: Boba Fett ha escapado y la misión del jugador cambia: ahora debes salvar la vida de Luke Skywalker luchando contra una mortífera pandilla que montan swoop bikes en Mos Eisley y el cañón del Mendigo, para luego recuperar planes secretos imperiales de la segunda Estrella de la Muerte, con la ayuda de Luke.
- Capítulo 4: Dash Rendar, junto a Luke y Lando Calrissian, viajan a Coruscant para rescatar a la princesa Leia del bastión del príncipe Xizor.

Ciertas partes del juego contradicen elementos del libro y del cómic, pero la historia en general permanece igual.
Las versiones del N64 y la PC mantienen algunas diferencias. La versión para PC tiene gráficos más nítidos y suaves cuando se utiliza una tarjeta 3D. Ambas versiones cuentan con escenas intermedias ligeramente diferentes - la versión para PC tiene escenas cinemáticas con movimiento completo, voces y efectos de sonido, mientras que en la versión para la N64 utiliza imágenes estáticas con movimientos muy simples y con los diálogos a manera de texto debajo de la pantalla.

## Banda sonora
Varèse Sarabande publicó la banda sonora compuesta por Joel McNeely, e interpretada por la Real Orquesta Nacional y Coros de Escocia. Se pueden escuchar fragmentos de temas de las películas en la pista uno (el tema principal de Star Wars, Carbon Freeze) y en la pista ocho (La Marcha Imperial, The Force Theme). La pista diez también contiene fragmentos acreditados de «La Marcha Imperial». El disco incluye una pista interactiva para PC, que contiene arte conceptual e información adicional sobre el proyecto, tales como una reseña general del proyecto Shadows of the Empire; una galería del equipo creativo; información sobre McNeely, la orquesta, y los esfuerzos por crear una banda sonora para la novela; información sobre el libro, el juego, los cómics y los juguetes basados en los personajes. Las notas de pie del disco contienen resúmenes argumentales por cada pista correspondiente a una sección específica de la novela. McNeely escribió: «A diferencia de la música de una película, me fue permitido dejar volar mi imaginación libremente con las imágenes, los personajes y los eventos de esta historia. También he tenido el lujo de entretenerme con algún personaje o una escena, cada pasaje representa una persona, lugar o evento en esta historia.»

### Lista de temas
1. Main Theme from Star Wars and Leia's Nightmare – 3:41
2. The Battle of Gall – 7:59
3. Imperial City – 8:02
4. Beggar's Canyon Chase – 2:56
5. The Southern Underground – 1:48
6. Xizor's Theme – 4:35
7. The Seduction of Princess Leia – 3:38
8. Night Skies – 4:17
9. Into the Sewers – 2:55
10. The Destruction of Xizor's Palace – 10:44

## Juguetes
Kenner fue una de las compañías que manufacturaron la línea de juguetes para el proyecto Shadows of the Empire. Su línea contenía figuras de acción (incluyendo nuevos personajes tales como Xizor y Dash Rendar), vehículos (desde el Outrider hasta las swoop bikes) y «paquetes-dobles» juntando personajes nuevos y clásicos (tales como IG-88 y Boba Fett). A las figuras de los personajes clásicos se les dio un nuevo giro, con Chewbacca disfrazado como Snoova, un caza-recompensas wookiee, y Luke Skywalker vistiendo un uniforme imperial (para infiltrarse en la Ciudad Imperial).
Lewis Galoob Toys, famosos por su línea de juguetes en miniatura Micro Machines, también desarrollaron una línea completa de juguetes de Shadows of the Empire. Incluía tres juegos de miniaturas y un paquete: Flota de Acción con dos swoop bikes y cuatro figuras articuladas en miniatura. También incluidos en los sets están los personajes clásicos de Star Wars (Luke, Vader, el Emperador) así como también los nuevos personajes (Xizor, Dash Rendar, Guri y Leebo).

### Figuras de Acción de Kenner
- Boba Fett vs. IG-88 (Incluía un fragmento del cómic publicado por Dark Horse)
- Chewbacca disfrazado del cazarrecompensas Snoova (con una vibro-hacha y un rifle bláster pesado)
- Dash Rendar (con un pack de armas pesadas)
- Leia disfrazada del cazarrecompensas Boushh (con un rifle bláster y casco de cazarrecompensas)
- Luke Skywalker disfrazado de guardia imperial (con un bastón teaser)
- Príncipe Xizor (con navajas/escudos de energía)
- Príncipe Xizor vs. Darth Vader (Incluía un fragmento del cómic publicado por Dark Horse)

### Vehículos de Kenner
- Outrider - La nave de Dash Rendar
- Slave I - La nave de Boba Fett
- Swoop bike con un Swoop Trooper

Ertl Company, compañía de modelos a escala, fabricó varios kits en plástico, incluyendo la Virago (la nave de Xizor), el príncipe Xízor, y el Emperador.
La compañía de coleccionables y regalos Applause fabricó dos figuras en vinil, de Dash Rendar y el príncipe Xizor, así como bustos en resina de los villanos: Xizor, el Emperador y Darth Vader.

## Tarjetas Coleccionables
La compañía de tarjetas Topps elaboró la línea de tarjetas coleccionables de Shadows of the Empire. El set de 100 tarjetas representa las 3 plataformas que conforman la historia - el libro, los cómics y el videojuego. Las tarjetas fueron trabajo de Greg y Tim Hildebrandt, los hermanos que dibujaron uno de los pósteres más emblemáticos para el estreno original de Star Wars. El set de 100 tarjetas estaba impreso en cartulina extra gruesa de 20 puntos a tamaño 54.6 cm x 80 cm sin sangrías, y presentaba un recubrimiento doble de barniz ultravioleta. El set destaca por 72 tarjetas que virtualmente representan los eventos de la novela de Steve Perry. Contiene también 6 tarjetas dedicadas a los vehículos, 6 a los cómics, y 6 al videojuego. Cada paquete venía con 9 tarjetas.

## Tráiler
Para promover el lanzamiento del proyecto, Lucasfilm estrenó un tráiler mostrando escenas de El Imperio contraataca y El Regreso del Jedi. Una voz en off explica los eventos de la nueva historia y cómo está conectada con las dos películas mencionadas. El tráiler trataba de darle al proyecto la sensación de ser una película real. El tráiler, transmitido originalmente en la plataforma de cable QVC, fue proyectado también incontables ocasiones en convenciones de fanes, incluyendo la Wondercon de 1996, siempre con la presencia de Steve Sansweet, encargado del área de relaciones de fanes de Lucasfilm. Sin embargo, Lucasfilm retiró rápidamente el tráiler por temor a que la gente pensara que el proyecto fuera una película real. Debido al retiro del tráiler, muchos fanes se toparon con que era virtualmente imposible de encontrar, incluso en internet. El texto completo del tráiler, extraído del libro The Secrets of Shadows of the Empire (Los Secretos de las Sombras del Imperio), decía en voz de un narrador anónimo lo siguiente:
Cuando Luke Skywalker se encontraba más vulnerable...
Cuando un héroe rebelde se convierte en un amigo en una apremiante necesidad de ayuda, y un villano oscuro encara su mayor desafío...
Cuando el Imperio trastocó más y más las fuerzas del bajo mundo...
El bajo mundo se giró para aplastar al Imperio y a la Rebelión de un sólo golpe ...
Después de El Imperio contraataca y antes de Return of the Jedi, hubo un tiempo en que héroes y villanos vivían por igual bajo las Sombras del Imperio.
del libro The Secrets of Shadows of the Empire, por Mark Cotta Vaz.

## Trilogía Original Edición Especial
Durante el relanzamiento de la edición especial de Una Nueva Esperanza en 1997, hicieron su aparición las swoop bikes de Sombras del Imperio, al igual que los droides de trabajo ASP, y la nave de Dash Rendar, la Outrider. Pensada originalmente para la edición especial de Una Nueva Esperanza, la nave de desembarco clase Sentinel (también conocida como nave de desembarco Imperial) hizo su primera aparición en Sombras del Imperio. La nave puede ser vista despegando en Una Nueva Esperanza en Tatooine, cuando algunos stormtroopers viajan montados en Dewbacks, mientras Luke, Obi-Wan, R2-D2 y C-3PO se apresuran para entrar a la cantina de Mos Eisley.

## Secuela
La secuela fue escrita por Steve Perry, el autor de la novela Shadows of the Empire. El proyecto fue conocido como Shadows of the Empire: Evolution y fue proyectado a manera de cómic en 5 tomos. Posteriormente el cómic fue editado en un solo tomo.

### Historia
La historia se desarrolla al mismo tiempo que Return of the Jedi. Xizor, el líder de la organización criminal Black Sun, ha sido destruido, y Guri, una hermosa droide-réplica humana y antigua asesina personal de Xizor, considera lo que el futuro le depara ahora que ya no le responde a nadie. A través de una continua lucha por la supremacía del bajo mundo, Guri se empeña en descubrir los indicios de su lado humano, si es que aún existen. Pero en su búsqueda para alterar su programación y ganar su humanidad, Guri se convierte en presa tanto de cazarrecompensas, como de los Rebeldes (liderados por un Jedi de nombre Luke). Secretos que permanecen enterrados en la mente de la androide la convierten en una presa valiosa. Shadows of the Empire: Evolution fue la primera incursión de Steve Perry en los cómics.

### Cómics
La historia fue dividida en cinco tomos:
- Capítulo 1: After the Fall (Después de la Caída).
- Capítulo 2: The Journey of a Thousand Light-Years (El Viaje de los Mil Años Luz).
- Capítulo 3: Dark Fires of a Black Sun (Llamas Oscuras del Sol Negro).
- Capítulo 4: Metamorfosis (Metamorfosis).
- Capítulo 5: Reincarnation (Reencarnación).

## Precuela
Se planeó una novela a manera de precuela para la historia de Shadows of the Empire. El libro sería escrito por el autor Charles Grant, pero el proyecto fue cancelado aparentemente por el cambio de la licencia de Lucasfilm de Bantam a Del Rey.

## Tie-Ins

### Radio
En la adaptación de radio de 1996 de Return of the Jedi de Bryan Daley, se hacen varias referencias a los eventos de Shadows of the Empire.

### Cómic
Una nueva serie de cómics fue publicada de la mano del escritor Ryder Windham en enero del 2000. La serie fue conocida como Star Wars: Shadow Stalker y fue un preludio a la historia de Shadows of the Empire. El cómic expandía las aventuras del personaje Jix, e incorporaba personajes de la historieta de Star Wars: Iceworld, de Archie Goodwin, reimpreso por Dark Horse Comics en Classic Star Wars.

### Videojuego
Dentro del juego de PC Star Wars: X-Wing Alliance se hacen algunas referencias a la línea de tiempo de Shadows of the Empire, incluyendo la misión para conseguir los planos de diseño de la Segunda Estrella de la Muerte. La misión consiste en ayudar a Dash Rendar a abordar el carguero Imperial Suprosa que transporta los planos secretos de la Segunda Estrella de la Muerte. De igual manera, se puede observar la nave de Dash Rendar, el YT-2400 Outrider. La misma nave puede ser vista brevemente en el juego Star Wars: Bounty Hunter de las consolas GameCube y PS2, en la secuencia posterior a los créditos de inicio y después de la conversación entre Dooku y Palpatine.

## Variaciones en la Producción
- Representantes de Lucasfilm se acercaron en un principio con John Williams para que compusiera la música original. Sin embargo, Williams declinó y en su lugar recomendó a Joel McNeely para el trabajo.

- El videojuego de Shadows of the Empire estaría centrado alrededor del personaje Boba Fett, pero esta decisión cambió cuando en LucasArts pensaron que en lugar de hacer un videojuego de Boba Fett (y que posteriormente se convertiría en un videojuego dedicado a Jango Fett), darle camino libre a Dark Horse a reclamar los derechos exclusivos para centrar su propia versión alrededor de Boba Fett.